# Lijst van Cambodjaanse autosnelwegen
Hieronder volgt een lijst van (bestaande en geplande) autosnelwegen in Cambodja. De eerste snelweg in Cambodja werd geopend in 2022.
| Wegnummer | Naam                                    | Beginpunt  | Eindpunt      | Totale lengte (km) | Opmerkingen                                                             |
| --------- | --------------------------------------- | ---------- | ------------- | ------------------ | ----------------------------------------------------------------------- |
|           | Phnom Penh-Bavet Expressway             | Phnom Penh | Bavet         | 138 km             |                                                                         |
|           | Phnom Penh-Sihanoukville Expressway     | Phnom Penh | Sihanoukville | 190 km             | Gebouwd tussen 2019 en 2022 (door de China Road and Bridge Corporation) |
|           | Phnom Penh-Siem Reap-Poi Pet Expressway | Phnom Penh | Poi Pet       | 400 km             |                                                                         |